# Ямайкино
Ямайкино — деревня в Кизнерском районе Удмуртии, входит в Безменшурское сельское поселение.

## География
Находится в 30 км к северо-западу от Кизнера, в 63 км к западу от Можги и в 129 км к западу от Ижевска.

## Население
| 2010 | 2012 | 2015 |
| ---- | ---- | ---- |
| 0    | →0   | →0   |